# Claviger caspicus
Claviger caspicus – chrząszcz z rodziny kusakowatych, podrodziny Pselaphinae.

## Występowanie
Występuje w Azerbejdżanie, Iranie i Turcji.